# Colpa non perdonata
Colpa non perdonata o Frutto proibito (Die verbotene Frucht) è un film muto del 1921 diretto da Rudolf Biebrach.

## Produzione
Il film fu prodotto dalla Ebner & Co. e dalla Maxim-Film GmbH

## Distribuzione
Distribuito dalla Hansa Film Verleih, uscì nelle sale cinematografiche tedesche dopo essere stato presentato in prima a Berlino il 29 aprile 1921. In Italia, la pellicola - a cui fu aggiunto nell'agosto 1924 il titolo alternativo Frutto proibito - ebbe il visto di censura 18075 nell'aprile 1923.